# Raffaele Costantino
Raffaele Costantino (14. června 1907 Bari, Italské království – 3. června 1991 Milán, Itálie) byl Italský fotbalový útočník a později i trenér.
S fotbalem začínal v klubu FC Liberty v rodném městě Bari. Nejvíce utkání odehrál za AS Řím v letech 1930 až 1935.
S italskou reprezentací vyhrál turnaj MP 1927–1930 i MP 1933–1935. Byl prvním fotbalistou, který hrál v reprezentaci jako druholigový hráč.
Jako trenér měl největší úspěch vítězství ve třetí lize v sezoně 1953/54.

## Hráčská statistika
| Sezóna  | Klub    | Liga      | Liga   | Liga | Ligové poháry | Ligové poháry | Ligové poháry | Kontinentální poháry | Kontinentální poháry | Kontinentální poháry | Celkem | Celkem |
| Sezóna  | Klub    | Soutěž    | Zápasy | Góly | Soutěž        | Zápasy        | Góly          | Soutěž               | Zápasy               | Góly                 | Zápasy | Góly   |
| ------- | ------- | --------- | ------ | ---- | ------------- | ------------- | ------------- | -------------------- | -------------------- | -------------------- | ------ | ------ |
| 1922/23 | Liberty | 1. divize | 1      | 0    | -             | 0             | 0             | -                    | 0                    | 0                    | 1      | 0      |
| 1923/24 | Liberty | 1. divize | 10     | 1    | -             | 0             | 0             | -                    | 0                    | 0                    | 10     | 1      |
| 1924/25 | Liberty | 1. divize | 16     | 4    | -             | 0             | 0             | -                    | 0                    | 0                    | 16     | 4      |
| 1925/26 | Liberty | 1. divize | 14     | 11   | -             | 0             | 0             | -                    | 0                    | 0                    | 14     | 11     |
| 1926/27 | Liberty | 1. divize | 13     | 7    | -             | 0             | 0             | -                    | 0                    | 0                    | 13     | 7      |
| 1927/28 | Liberty | 1. divize | 12     | 11   | -             | 0             | 0             | -                    | 0                    | 0                    | 12     | 11     |
| 1928/29 | Bari    | 1. divize | 28     | 15   | -             | 0             | 0             | -                    | 0                    | 0                    | 28     | 15     |
| 1929/30 | Bari    | Serie B   | 34     | 14   | -             | 0             | 0             | -                    | 0                    | 0                    | 34     | 14     |
| 1930/31 | Řím     | Serie A   | 34     | 8    | -             | 0             | 0             | -                    | 0                    | 0                    | 34     | 8      |
| 1931/32 | Řím     | Serie A   | 33     | 8    | -             | 0             | 0             | Stř.P                | 4                    | 1                    | 37     | 9      |
| 1932/33 | Řím     | Serie A   | 33     | 15   | -             | 0             | 0             | -                    | 0                    | 0                    | 33     | 15     |
| 1933/34 | Řím     | Serie A   | 28     | 6    | -             | 0             | 0             | -                    | 0                    | 0                    | 28     | 6      |
| 1934/35 | Řím     | Serie A   | 29     | 4    | -             | 0             | 0             | -                    | 0                    | 0                    | 29     | 4      |
| 1935/36 | Bari    | Serie A   | 30     | 6    | -             | 0             | 0             | -                    | 0                    | 0                    | 30     | 6      |
| 1936/37 | Bari    | Serie A   | 22     | 6    | IP            | 3             | 1             | -                    | 0                    | 0                    | 25     | 7      |
| 1937/38 | Bari    | Serie A   | 5      | 0    | -             | 0             | 0             | -                    | 0                    | 0                    | 5      | 0      |
| 1938/39 | Bari    | Serie A   | 19     | 3    | -             | 0             | 0             | -                    | 0                    | 0                    | 19     | 3      |
| Celkem  | Celkem  | Celkem    | 361    | 119  | -             | 3             | 1             | -                    | 4                    | 1                    | 368    | 121    |

## Úspěchy

### Reprezentační
- 3x na MP (1927-1930 - zlato, 1931-1932 - stříbro, 1933-1935 - zlato)